# Herwen en Aerdt
Herwen en Aerdt est une ancienne commune néerlandaise de la province du Gueldre, située sur la rive droite du Rhin.
La commune a existé de 1818 à 1985. En 1818 elle a été créée par la fusion d'une partie de la commune de Herwen avec la commune de Lobith. La commune était alors constituée des villages de Herwen, Aerdt, Lobith, Spijk et Tolkamer et plusieurs hameaux et fermes. Le 1er janvier 1985 la commune a été supprimée, en même temps que la commune de Pannerden, pour former la nouvelle commune de Rijnwaarden.
En 1840, la commune comptait 359 maisons et 2 514 habitants, dont 654 à Herwen, 525 à Aerdt, 682 à Lobith, 485 à 's-Gravenwaard, 126 à Spijk, 29 dans le Bijlandse Waard et 13 à Houberg.